# Christian Gläsel

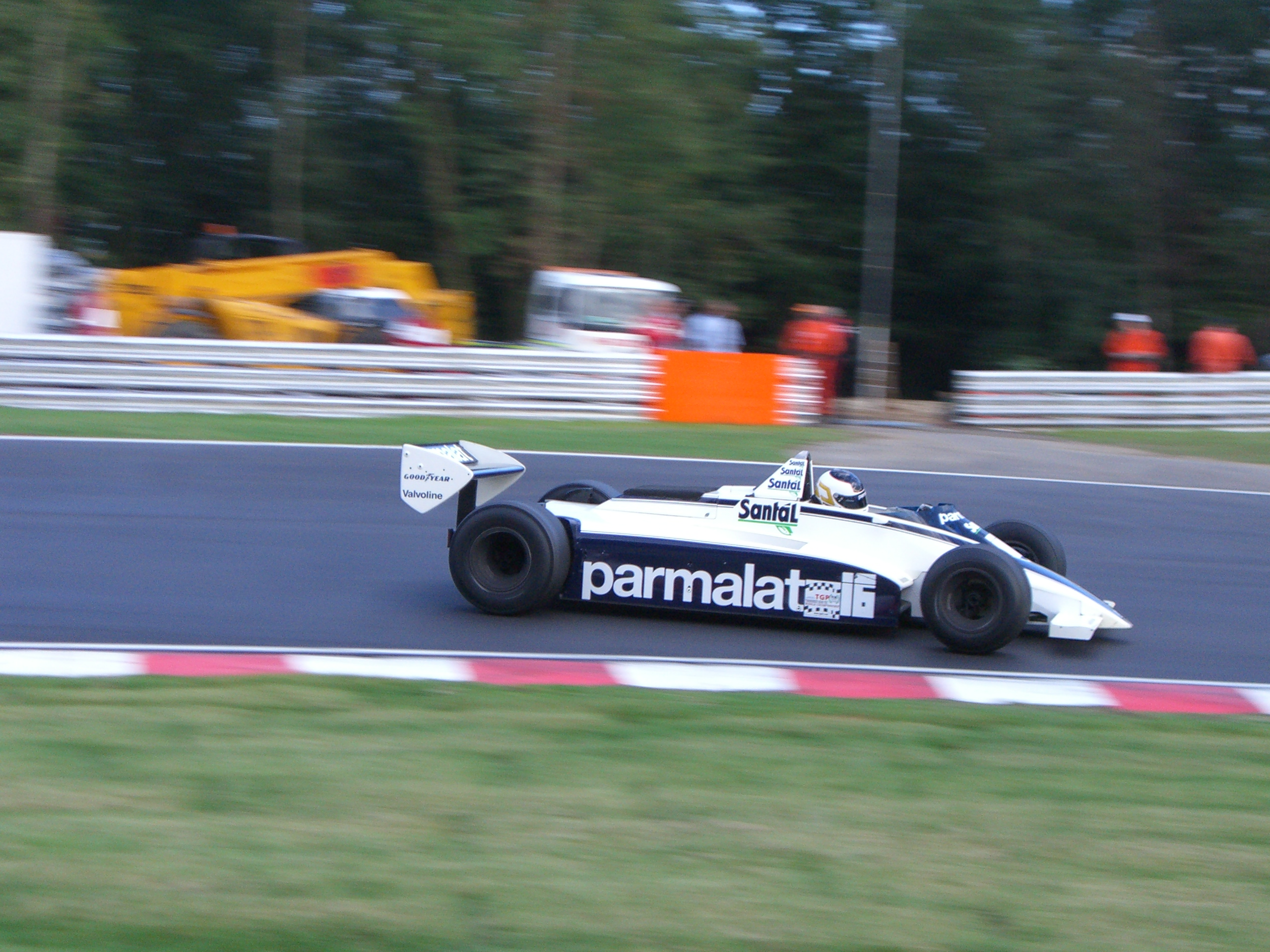
Christian Gläsel in einem Brabham BT49D bei einem historischen Formel-1-Rennen 2005 in Brands Hatch

Christian Gläsel (* 14. Januar 1973 in Detmold) ist ein deutscher Unternehmer und ehemaliger Autorennfahrer.

## Unternehmer
Die Familie von Christian Gläsel ist seit 1937 alleiniger Eigentümer der Weidmüller Interface GmbH & Co. KG, eines Unternehmens für elektronische Verbindungstechnik, das weltweit über 6000 Mitarbeiter hat. Christian Gläsel bekleidet im Unternehmen die Funktion des Aufsichtsratsvorsitzenden. Im April 2016 statteten die deutsche Bundeskanzlerin Angela Merkel und der US-amerikanische Präsident Barack Obama dem Stand von Weidmüller auf der Hannover Messe einen Besuch ab. Das Unternehmen erreichte 2023 erstmals einen Milliardenumsatz.

## Karriere als Rennfahrer
Christian Gläsel war seit 1999 im Motorsport aktiv. Er bestritt GT- und Sportwagenrennen und ging bei Rennen für historische Rennfahrzeuge an den Start. 1999 wurde er Gesamtsechster in der FIA-GT-Meisterschaft und gab sein Debüt beim 24-Stunden-Rennen von Le Mans.
Christian Gläsel besaß einige wertvolle Rennwagen; zur Sammlung gehörten unter anderen ein Ferrari 250 GTO, ein Ford GT40 und einige historische Formel-1-Monopostos. Die Sammlung wurde 2018 aufgelöst. Einige Wagen erzielten bei Versteigerungen Höchstpreise.

## Statistik

### Le-Mans-Ergebnisse
| Jahr | Team                    | Fahrzeug             | Teamkollege  | Teamkollege    | Platzierung | Ausfallgrund |
| ---- | ----------------------- | -------------------- | ------------ | -------------- | ----------- | ------------ |
| 1999 | Chamberlain Engineering | Chrysler Viper GTS-R | Thomas Erdos | Christian Vann | Rang 22     |              |
| 2000 | Chamberlain Engineering | Chrysler Viper GTS-R | Toni Seiler  | Walter Brun    | Ausfall     | Unfall       |